# Stare Žage
Stare Žage – wieś w Słowenii, w gminie Dolenjske Toplice. W 2018 roku liczyła 35 mieszkańców.